# Nothosaurus
Nothosaurus is een geslacht van uitgestorven reptielen, dat leefde van het einde van het Vroeg-Trias tot het begin van het Laat-Trias.

## Benoeming
Nothosaurus werd in 1834 benoemd door Georg Graf zu Münster. De geslachtsnaam betekent 'bastaardsauriër' omdat het dier zoveel kenmerken van andere diergroepen in zich verenigde.

## Kenmerken
Volgens Rieppel & Wild (1996) is een diagnostisch kenmerk van het geslacht Nothosaurus onder andere de rij tanden van de bovenkaak die zich ver voorbij het niveau van het voorste uiteinde van het bovenste slaapvenster uitstrekt. Het voorste deel van de bovenkaak (premaxillair) is uitgerust met relatief lange tanden. Bij de overgang naar het hoofdgedeelte van de bovenkaak (maxillair), heeft de snuit, van boven gezien (dorsaal), vaak een lichte vernauwing en zijn de bovenste maxillaire tanden relatief klein. Vanwege de vernauwing lijkt het voorste deel van een Nothosaurus-schedel in het dorsale aanzicht op dat van een krokodil. De buitenste neusgaten zijn echter bij krokodillen ongepaard en liggen ver naar voren op de snuit, terwijl ze bij de Nothosaurus zijn gepaard en relatief dicht bij de oogopeningen liggen. Een ander diagnostisch kenmerk is dat er nog steeds twee grote hoektanden direct op elkaar volgen in de voorste helft van de maxillair, gevolgd door een 'palissade' van dicht op elkaar staande, conische, maar aanzienlijk kleinere tanden.
Het staartwaarts van de oogopeningen bevindende (postorbitale) deel van de schedel is zeer lang en maakt ongeveer de helft van de schedellengte uit. Het post-orbitale schedeldak heeft twee grote bovenste slaapvensters. Diagnostisch voor Nothosaurus is dat de lengteas van het slaapvenster twee tot vier keer langer is dan die van de oogopening. Er zijn geen lagere slaapvensters, een karakteristiek kenmerk van Sauropterygia. Het aandeel van de paritalia in het bovenste (dorsale) schedeldak is beperkt tot het gebied nabij de centrale naad, en het pinealforamen, de opening voor het pinealoog, is relatief groot. De dwarsdoorsnede van het opperarmbeen is meer langwerpig dan rond. Er zijn nooit meer dan drie botten in de pols en enkel - nog een diagnostisch kenmerk.
De lichaamslengte varieert sterk binnen het geslacht en bereikt niet meer dan zeven meter bij de grootste soort, met een schedellengte van maximaal zestig centimeter. Alle Nothosaurus-soorten verschillen van de nauw verwante pachypleurosauriërs in die zin dat ze ten opzichte van de romp een kortere staart maar een langere nek hebben. Ze hadden korte brede poten en voeten met zwemvliezen, die als paddels gebruikt werden. Soorten in het geslacht variëren sterk van grootte, van een schatting van minder dan één meter voor Nothosaurus winkelhorsti tot wel vijf tot zeven meter voor de Chinese soort Nothosaurus zhangi.

## Leefwijze
Nothosaurus was gebouwd voor een amfibische levenswijze en leefde wellicht zowel in het water, wat te zien is aan zijn gestroomlijnde lichaam, als op het land, omdat hij ook nog functionele poten had. Deze waren mogelijk voorzien van zwemvliezen. De soort Nothosaurus giganteus (vroeger bekend onder de geslachtsnaam Paranothosaurus) kon maximaal vier meter lang worden. Nothosaurus leefde samen met allerlei andere primitieve zeereptielen zoals Placodus en Henodus. Net als Nothosaurus en verwanten stierven ook deze dieren aan het einde van het Trias uit. Nothosaurus voedde zich vermoedelijk vooral met vissen, met toevoeging van andere zeereptielen voor enkele van de grotere soorten.
De manier van leven van Nothosaurus had die van de huidige zeehonden kunnen zijn. Hij was waarschijnlijk meer aangepast aan het zeeleven dan de pachypleurosauriërs en - als reptiel - bracht hij zijn nakomelingen levend en in het water ter wereld, een aanpassing die ook bij de ichthyosauriërs wordt bewezen. Met betrekking tot de voortbeweging in het water wordt aangenomen dat de voortstuwing hoofdzakelijk paraxiaal was, d.w.z. door de ledematen, in plaats van door slingerende bewegingen in de lengteas van het lichaam. De platte schedel bood weinig weerstand tegen laterale (laterale) bewegingen onder water.
Nothosaurus was een van de toppredatoren van zijn tijd en leefde van vissen, koppotigen en andere reptielen. De opstelling van de tanden en kaakspieren suggereert dat ze hun prooi hebben gevangen als sommige krokodillen door de prooi vast te houden en vervolgens hun hoofd lateraal te bewegen. In het geval van kleinere prooien zouden deze waarschijnlijk in het tandrooster zijn vastgehouden in plaats van ermee te worden doorboord.

## Vondsten
Fossiele resten zijn gevonden in Europa, Azië en in het noorden van Afrika. Fossielen van Nothosaurus zijn ook gevonden in Nederland, in de steengroeve van Winterswijk. Vondsten uit Winterswijk omvatten de twee soorten Nothosaurus marchicus en de recent benoemde Nothosaurus winkelhorsti. In 2003 werd ook de soort Nothosaurus winterswijkensis (beter: wintersvicensis) benoemd maar deze is sindsdien weer opgenomen in Nothosaurus marchicus. Het geslacht is het meest voorkomende reptiel uit de groeve met uitzondering van Anarosaurus. De resten uit Winterswijk zijn erg klein in vergelijking met andere nothosauriërs, de Nothosaurus exemplaren hier overschrijden zelden één meter in lengte. De Ankerpoortgroeve in Winterswijk is de enige vindplaats van Nothosaurus marchicus ter wereld. Fossielen zijn onderdeel van de collectie van Naturalis in Leiden, Museum TwentseWelle in Enschede en Museum Freriks in Winterswijk. Naturalis heeft bovendien het holotype van Nothosaurus winkelhorsti in de collectie.

## Classificatie en taxonomie

### Interne classificatie en taxonomische herzieningen sinds 2014
Sinds het werk van Liu et al. (2014) verandert het traditionele systeem van Nothosaurus. Als resultaat van de cladistische analyse die in het kader van dat werk werd uitgevoerd, verschijnen de geslachten Nothosaurus en Lariosaurus als niet-monofyletisch. Sommige Nothosaurus-soorten vertonen een zustergroepverwantschap met individuele Lariosaurus-soorten. Reeds van het werk van Rieppel et al. (2003) laat impliciet zien dat er een zekere overlap is in kenmerken tussen traditionele vertegenwoordigers van het geslacht Nothosaurus en Lariosaurus, zelfs als het geslacht Lariosaurus in hun analyse nog steeds monofyletisch blijkt te zijn. Ji et al. (2014) spreekt echter expliciet van een verwarrende mix van kenmerken die typisch zijn voor Nothosaurus en Lariosaurus in de discussie over hun ontdekking van een exemplaar van Nothosaurus youngi. Bijgevolg behoort Nothosaurus youngi tot een van de soorten die bij Liu et al. (2014) binnen de 'Lariosaurus clade' staan.

### Relaties van de Nothosauria volgens Liu et al. (2014)
Het resultaat van een daaropvolgende analyse bevestigde de tegenspraak met de conventionele taxonomie van de nothosauriden, waarop het geslacht Lariosaurus opnieuw werd gedefinieerd en de soort winkelhorsti, youngi en juvenilis werden verwijderd uit het geslacht Nothosaurus en opgenomen in het geslacht Lariosaurus. Dit maakt Lariosaurus weer monofyletisch, maar het geslacht Nothosaurus vormt een parafyletische reeks op het geslacht van Lariosaurus. Aangezien dergelijke parafyletische groeperingen het verloop van de evolutie niet correct weergeven en daarom niet worden beschouwd als volwaardige taxa in de moderne systematiek, zouden verdere taxonomische aanpassingen binnen Nothosauridae noodzakelijk zijn. Deze kunnen ofwel het opnemen van het geslacht Lariosaurus (als synoniem of gedegradeerd naar de rang van een subgenus) in het toen meer diverse geslacht Nothosaurus, ofwel de nieuwe oprichting van geslachten of de herrijzenis van historische geslachten voor alle Nothosaurus-soorten die geen recente gemeenschappelijke voorouder hebben met de typesoort N. mirabilis. Er is echter op gewezen dat de niet-monofilie van Nothosaurus in deze verwantschapshypothesen te wijten zou kunnen zijn aan een gebrekkige databasis waarin belangrijke vergelijkingstaxa zoals Cymatosaurus en Pistosaurus niet zijn vertegenwoordigd.

## Geografische en stratigrafische verdeling
Het geslacht Nothosaurus was relatief wijdverbreid. In Duitsland is het gedocumenteerd met talloze exemplaren. Belangrijke locaties in Duitsland zijn Rüdersdorf bij Berlijn en Crailsheim. Andere belangrijke locaties bevinden zich in Winterswijk in Nederland, in de Italiaanse oostelijke Alpen en in Gogolin in Polen. Exemplaren van dit geslacht werden ook gevonden in Machtesch Ramon (Israël) en de provincie Tarragona in Spanje. Deze twee vondsten zijn het bewijs van het bestaan van de Bourgondische poort in het Laat-Anisien en Ladinien, die het Midden-Europese bekken met de Tethysoceaan verbond. Het geologisch oudste voorkomen van Nothosaurus, met materiaal dat niet op soortniveau kan worden bepaald, bevindt zich in de Röt (Vroeg-Olenekien) van Rüdersdorf bij Berlijn in Brandenburg. De estherialagen (oudste Carnien) uit Obersulm in Baden-Württemberg en de Bodenmühlwand bij Bayreuth in Beieren bevatten N. edingerae, het meest recente geologische exemplaar van Nothosaurus.

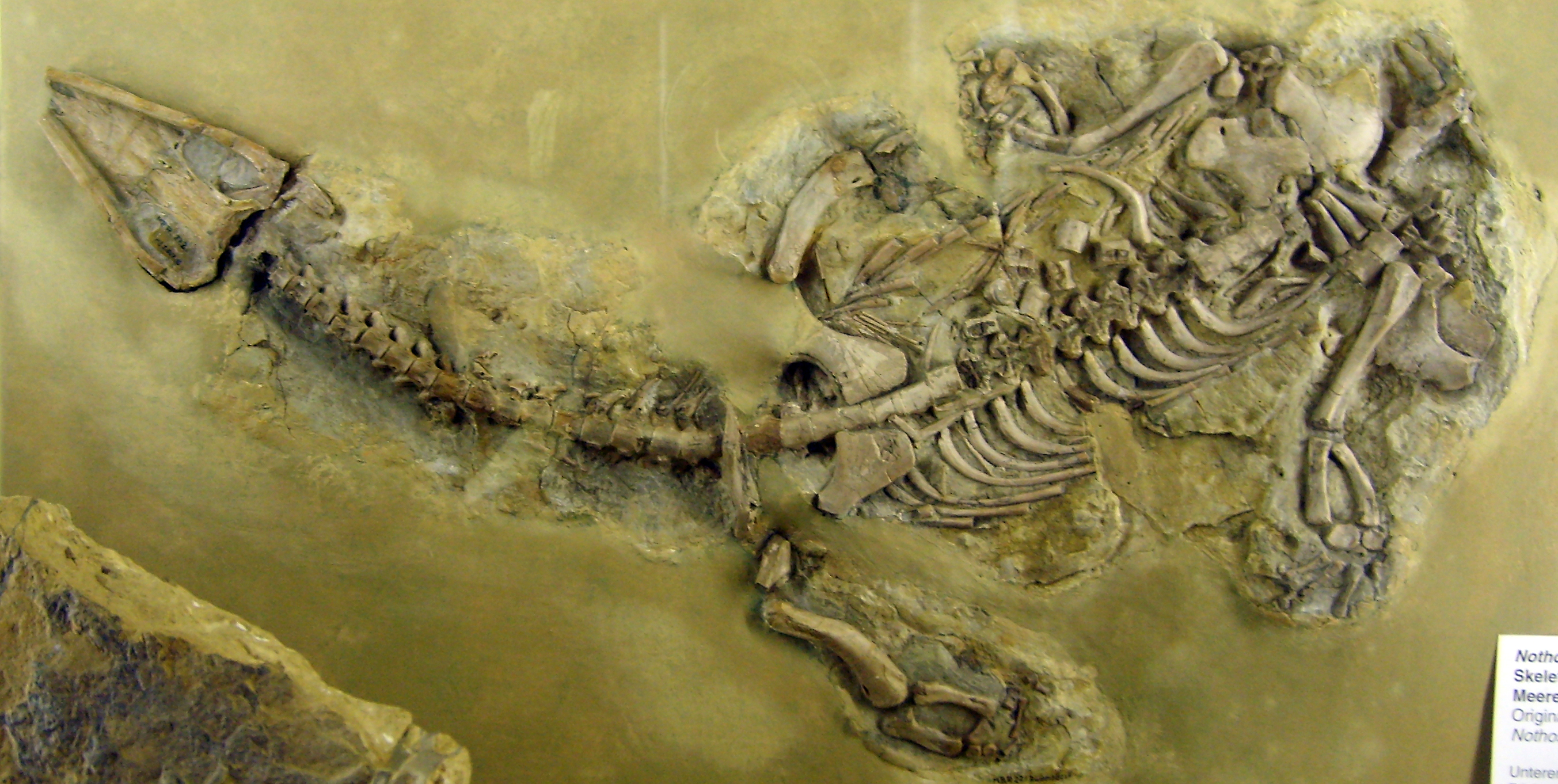
Skelet van Nothosaurus nog in de steen.
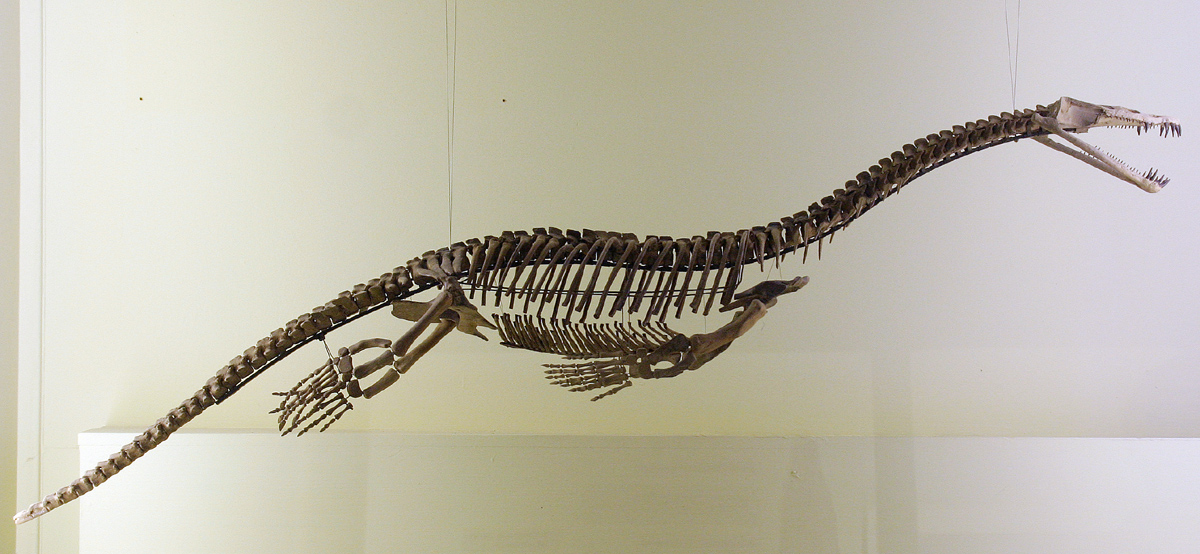
Het skelet van een Nothosaurus.

## Ongeldige namen
De volgende lijsten werden uit Rieppel & Wild (1996) overgenomen.

#### Nomina dubia
- Elmosaurus lelmensis (Friedrich von Huene), 1957
- Hemilopas mentzeli (Hermann von Meyer), 1847
- Kolposaurus dichthadius (Theodor Georg Skuphos), 1893
- Nothosaurus cuvieri (Friedrich August Quenstedt), 1885
- Nothosaurus (Oligolycus) hecki (Karl von Fritsch), 1894
- Nothosaurus mougeoti (Hermann von Meyer), 1842
- Nothosaurus picardi (Carl Chop), 1857
- Nothosaurus schimperi (Hermann von Meyer), 1847–1855
- Nothosaurus venustus (Hermann von Meyer), 1834
- Hemilopas (Hermann von Meyer), 1847

#### Nomina nuda
- Plesiosaurus speciosus (Hermann von Meyer), 1834
- Metriorhynchus priscus (Hermann von Meyer), 1834

#### Nomen oblitum
- Conchiosaurus clavatus (Hermann von Meyer), 1834

#### Jongere synoniemen
- synoniem van N. marchicus
  - Nothosaurus crassus (Henry Schröder), 1914
  - Nothosaurus oldenburgi (Henry Schröder), 1914
  - Nothosaurus procerus var. parva (Henry Schröder), 1914
  - Nothosaurus raabi (Henry Schröder), 1914
  - Nothosaurus schroderi (Friedrich von Huene), 1944
- Synoniem van N. giganteus
  - Nothosaurus andriani (Hermann von Meyer), 1839
  - Nothosaurus angustifronis (Hermann von Meyer), 1844
  - Nothosaurus aduncidens (Hermann von Meyer), 1853
  - Nothosaurus baruthicus (Gustav Geissler), 1895
  - Nothosaurus chelydrops (Eberhard Fraas), 1896
  - Opeosaurus suevicus (Hermann von Meyer), 1847–1855
  - Paranothosaurus amsleri (Bernhard Peyer), 1939
- Synoniem van N. mirabilis
  - Dracosaurus bronni (Christian Gottfried Giebel), 1847
  - Nothosaurus bergeri (Hermann von Meyer), 1834
  - Nothosaurus muensteri (Hermann von Meyer), 1839